# حرب كرة القدم
حرب كرة القدم (بالإسبانية: La guerra del fútbol) وتعرف أيضًا باسم حرب المائة ساعة، كانت نزاعًا عسكريًا قصيرًا بين السلفادور وهندوراس في عام 1969. حدث النزاع خلال تصفيات كأس العالم 1970 وهو نفس التاريخ الذي كانت فيه التوترات قائمة بالفعل بين البلدين. بدأت الحرب في 14 يوليو 1969 عندما شن الجيش السلفادوري هجوماً على هندوراس. تفاوضت منظمة الدول الأمريكية (OAS) على وقف إطلاق النار ليلة 18 يوليو، والذي دخل حيز التنفيذ الكامل في 20 يوليو. في أوائل أغسطس من نفس العام انسحبت القوات السلفادورية.

## خلفية الأحداث
على الرغم من أن تسمية «حرب كرة القدم» قد توحي بأنه صراع متعلق بكرة القدم، إلا أن الأسباب التي أدت إلى الحرب أعمق من ذلك بكثير. فجذور الحرب تعود لقضايا الإصلاح الزراعي في هندوراس والهجرة والمشاكل الديموغرافية في السلفادور. فهندوراس رغم كون مساحتها أكبر بخمسة أضعاف من حجم السلفادور المجاورة، إلا أن عدد سكان السلفادور سنة 1969 كان يضاعف عدد سكان هندوراس. وبسبب سيطرة ملاك الأراضي على معظم الأراضي الصالحة للزراعة في السلفادور نتجت هجرة أكثر من 300,000 من السلفادوريين إلى هندوراس المجاورة، فبدأ المهاجرون من السلفادور يشكلون نحو 20% من فلاحي هندوراس. تعمقت مشكلة البطالة في هذا البلد الأخير، فأصدرت حكومة هندوراس سنة 1962 قانونا جديدا للإصلاح الزراعي. أعطى هذا القانون الحكومة المركزية والبلديات الحق في تملك الكثير من الأراضي المحتلة بشكل غير قانوني من قبل المهاجرين السلفادوريين وإعادة توزيعها على مواطني هندوراس «الأصليين» وتم حظر امتلاك الأراضي على مواطني السلفادور، وطرد السلفادوريون الذين عاشوا فيها لأجيال وانقطعت من بعدها العلاقات الدبلوماسية حتى تدخل الرئيس الأمريكي ليندون جونسون في مهمة حكومية لإعادتها.
هذا التصعيد كان يستخدم من قبل حكومتي البلدين لتوجيه انتباه الناس إلى الخارج، بدلا من الصراعات السياسية الداخلية في كل بلد. وسائل الإعلام في كلا البلدين لعبت دورا هاما، وشجعت على الكراهية بين هندوراس والسلفادور.
ففي تصفيات بطولة كأس العالم لكرة القدم 1970 وقع البلدان في مواجهة حاسمة لتحديد الفريق الذي سوف يتأهل إلى المرحلة النهائية المقامة على ملاعب المكسيك ففي المباراة الأولى فازت هندوراس على ملعبها واعتدت الجماهير الهندوراسية على الجماهير الفقيرة من أنصار السلفادور. وتطورت الأمور إلى مهاجمة الأحياء التي يقيم فيها سلفادوريون مما دفع السلفادوريين إلى الفرار إلى بلادهم تاركين ممتلكاتهم وبيوتهم وقدمت السلفادور شكوى للأمم المتحدة وهيئة حقوق الإنسان. وبعد أسبوع واحد فازت السلفادور في ملعبها ونال أنصار هندوراس نصيبهم من الاعتداءات.

## المواجهة
يوم 14 يوليو 1969 كان موعدا فاصلا للمباراة الفاصلة بينهما، فازت فيها السلفادور وتأهلت. ومع نهاية اللقاء كانت الدولتان قد نشرتا قواتهما على طول الحدود بينهما، وفي 3 يوليو انتهكت طائرة من هندوراس أجواء السلفادور وأطلقت على كتيبة من السلفادور النيران داخل الأراضي السلفادورية مما أدى لقيام السلفادور بهجوم واسع النطاق ودخلت القوات السلفادورية إلى مسافة 40 كم ولم تتورع هندوراس بل أرسلت طائراتها لضرب مدينة سان سلفادور وأكابوتلا بالقنابل. وبعد أسبوعين وتدخل الوساطات من الدول توقفت الحرب بعد أن أدت إلى دمار كبير وخسائر في الأرواح بالآلاف.